# UFC Fight Night: Gonzaga vs. Cro Cop 2
UFC Fight Night: Gonzaga vs. Cro Cop 2 foi um evento de artes marciais mistas promovido pelo Ultimate Fighting Championship em 11 de abril de 2015 na Tauron Arena Kraków em Kraków, Polônia.

## Background
A luta principal foi entre Gabriel Gonzaga e Mirko Filipović, marcando a reestreia de Cro Cop na organização e a revanche do combate ocorrido no UFC 70 em abril de 2007. Naquela ocasião, Napão surpreendeu a todos nocauteando Filipović com um chute na cabeça, golpe que era tido como especialidade do croata.
No mesmo dia, Peter Sobotta que enfrentaria Sérgio Moraes e Krzysztof Jotko que enfrentaria Garreth McLellan se lesionaram e foram substituídos por Gasan Umalatov e Bartosz Fabiński. Em 28 de Março foi anunciado que Umalatov também havia sido retirado do card com uma lesão e foi substituído pelo estreante francês Mickaël Lebout.
Krzysztof Jotko era esperado para enfrentar Garreth McLellan no evento, no entanto, uma lesão tirou Jotko do evento e foi substituído por Bartosz Fabiński.
Cláudia Gadelha era esperada para enfrentar Aisling Daly no evento. No entanto, uma lesão tirou Gadelha do card e Daly foi movida para uma luta contra Ronda Markos no UFC 186.
Jason Saggo era esperado para enfrentar Marcin Bandel no evento, no entanto, uma ruptura no tendão tirou Saggo do evento e ele foi substituído pelo estreante escocês Steven Ray.

## Bônus da Noite
- Luta da Noite:  Mirko Filipovic vs.  Gabriel Gonzaga
- Performance da Noite:  Leon Edwards e  Maryna Moroz